# Хадрой, Анди
Анди Хадрой (алб. Andi Hadroj; 22 февраля 1999, Пука) — албанский футболист, защитник житомирского «Полесья» и сборной Албании.

## Клубная карьера
Футбольную карьеру в Суперлиге Албании начал в составе «Лачи», в футболке которого дебютировал 12 июля 2018 года в проигранном (1:2) выездном поединке против «Анортосиса». Также выходил на поле в ответном матче двухматчевого противостояния, по итогам которого «Лачи» выбыл из Лиги Европы. Месяц спустя дебютировал на национальном уровне в Суперкубке Албании 2018, который проиграл «Скендербеу» (2:3). В своём первом и единственном сезоне в клубе сыграл всего одиннадцать матчей во всех турнирах.
В январе 2019 года свободным агентом перешёл к тогдашнему представителю Первого дивизиона «Бюлис». Дебютировал за новую команду в следующем месяце, сыграл все 90 минут в победном (1:0) поединке против «Орика».
21 января 2022 года его контракт выкупила албанская команду «Партизани».
В начале декабря 2024 года подписал 3,5-летний контракт с «Полесьем», который вступил в силу с 1 января 2025 года.

## Карьера в сборной
В футболке национальной сборной Албании дебютировал 26 октября 2022 года, вышел в стартовом составе в ничейном (1:1) товарищеском матче против Саудовской Аравии.